# Alvare VI du Kongo
Alvare VI du Kongo (Nimi a Lukeni a Nzenze a Ntumba en kikongo et D. Alvaro VI Afonso en portugais) fut roi du royaume du Kongo de 1636 à 1641

## Origine
Descendant en ligne féminine de la princesse Anna Ntumba, troisième fille du roi Alphonse Ier du Kongo, il appartient donc au Nlaza kanda du clan Kimulaza qui évince du trône le kanda Kimpanzu.

## Règne
Alvare Alphonse, duc de Mbemba depuis 1634, prend le pouvoir le 27 août 1636 après la disparition de son cousin Alvare V du Kongo, un descendant du roi Alphonse Ier. Pendant son règne de six ans, il doit abandonner en 1637 la région de Makuta au comte Paulo de Soyo. En 1640, la « Propaganda Fide » attribue la Mission du Kongo aux Capucins à la demande du roi qui souhaitait ainsi limiter les ambitions des prêtres portugais à l'encontre de son royaume. En août 1641, Luanda est prise par les Hollandais. L’occupation hollandaise interrompt l’envoi de missionnaires portugais. C’est dans ce contexte que, en 1645, arrivent les Capucins, espagnols et italiens, au royaume du Kongo.
Alvare VI meurt le 22 février 1641 et est remplacé par son frère cadet Garcia II du Kongo.

## Postérité
Son fils Pedro, nommé duc de Nsundi, est écarté du trône au profit de son oncle. Il restera néanmoins l'héritier présomptif de son oncle Garcia II jusqu'à sa mort en 1648.

## Sources
- (en) Anne Hilton, The Kingdom of Kongo, Clarendon Press, 1985, p. 86 & 132 Fig. 1 et Gig. 2.
- (en) John K. Thorton, The Kingdom of Kongo, ca. 1390-1678. The Development of an African Social Formation, vol. 22, n° 87-88, Systèmes étatiques africains, Cahiers d'études africaines, p. 325-342.